# CODE8/コード・エイト
『CODE8/コード・エイト』（Code 8）は2019年のカナダのSFスリラー映画。監督はジェフ・チャン、出演はロビー・アメルとスティーヴン・アメルなど。ジェフ・チャン監督による同名の短編映画『Code 8』の長編化作品で、人口の約4%がなんらかの超能力を持って生まれる近未来を舞台に、迫害と貧困から犯罪に手を染めていく超能力者の運命を描いている。
日本では劇場公開されず、2020年9月18日からDVDとBDのレンタルが開始された他、Amazon Prime Videoで字幕版と吹替版が配信されている。

## ストーリー
人口の約4%が何かしらの超能力を持って生まれる世界。超能力者たちは迫害を受け、貧困にあえぎ、しばしば犯罪に手を染める。警察はガーディアンと呼ばれるアンドロイドを駆使し、超能力者を厳しく取り締まる。
超能力者のコナー・リードは、脳腫瘍を患う母親の治療費を捻出するため、日雇い労働に従事している。しかし、低賃金ゆえ高額な治療費も払えず、日々衰弱していく母にコナーは心を痛める。ある日、ギャレットという男が高額報酬の仕事をコナーに持ち掛ける。ギャレットは違法薬物の売買を取り仕切るマーカスの部下であったが、コナーは母を救いたい一心から仕事を引き受け、これを機に犯罪の世界へ踏み込むこととなる。コナーの能力を評価したギャレットはコナーが自身の能力を使いこなせるまでに鍛え、コナーは罪悪感を抱きつつも犯行を重ねて行く。
パーク捜査官らに大量の薬物を押収されたため、組織への上納金の支払いが難しくなったマーカスは苛立ちを隠せない。コナーとギャレットは一計を案じ、処分するための押収薬物を積んだ警察車両を襲う計画を提案する。その際、ギャレットはマーカスと対等の地位を、コナーはマーカスが囲うヒーラーのニアを母の治療のためにもらい受けることを条件に出す。こうして強奪計画は遂行され、薬物の奪取には成功するものの、そこで仲間であるはずのマーカスの部下たちが裏切り、ギャレットの仲間たちが次々と殺されてしまう。ギャレットとコナーだけは辛うじて難を逃れる。
コナーはかねてより自分に同情的なパーク捜査官に情報を流し、マーカスのアジトに警察を踏み込ませる。その騒ぎに乗じてギャレットとコナーはマーカスを倒し、コナーはニアを手に入れる。ただし、ニアの能力は相手の傷病を治すのではなく、自身に移し替えるだけのものであり、コナーの母親の病を治せば代わりに自分が死ぬことになるとニアに告げられる。
一瞬動揺するコナーであったが、母親の命を救うべく、銃で脅しニアに治療を強要する。しかし、ニアが母の病を自らの体に移し替える過酷な姿を見たコナーは止めるよう伝え、母の最期を看取る。コナーはニアを解放し、警察に自首するため母の墓前に別れを告げる。一方、ギャレットは警察から奪い返した薬物を組織に納め、マーカスに代わって違法薬物の売買を取り仕切ることになる。ニアは収監されている父に面会する。

## キャスト
コナー・リード
演 - ロビー・アメル
本作の主人公。超能力者。日雇い労働者で、病を患う母親を養っている。能力はLevel5のエレクトリックで、電気的刺激を与えて電子機器を破壊したり、手に持った電球をつけたりすることが可能。
ギャレット
演 - スティーブン・アメル
超能力者。コナーを強盗のために雇う。能力はサイコキネシスでLevelは不明、物を浮かせて操作することが可能であり、成人男性程度であれば簡単にコントロール可能。コナーの能力を高く評価しており、能力を使いこなせるようにコナーを鍛える。
パーク捜査官
演 - サン・カン
非超能力者の警官。娘が超能力者であることから、超能力者に対して同情的。
メアリー・リード
演 - カリ・マチェット
コナーの母親。超能力者。ものを冷却することが可能。脳腫瘍を患い、超能力をコントロールできなくなっており、治療を受けなければ危険な状態。
マーカス・サトクリフ
演 - グレッグ・ブリック
超能力者。人の考えを読み取ることができる。犯罪組織「トラスト」で、超能力者の髄液から作られる中毒性のある違法薬物「サイク」の売買を取り仕切っている。ギャレットのボス。
デイビス捜査官
演 - アーロン・エイブラムス
非超能力者の警官。超能力者を敵視。
ニア
演 - カイラ・ケイン
超能力者。ヒーラー。サイク依存症で借金のかたにマーカスの治療用に飼われている。
マディ
演 - ライズラ・デ・オリヴェイラ
ギャレットの恋人で仲間の超能力者。高熱でものを融解可能。
ウェズリー・カンボ
演 - ピーター・アウターブリッジ
犯罪組織「トラスト」でのサトクリフの上司。サトクリフに上納金を1週間以内に払うように迫る。
ディクソン
演 - ショーン・ベンソン
レイナー
演 - アレックス・マラリ・Jr
クワバラ
演 - ジェフ・シナサック

## 製作
2017年6月からトロントで主要撮影が行われた。
2019年10月30日にYouTubeにて予告編が発表された。

## 作品の評価
Rotten Tomatoesによれば、20件の評論のうち高評価は80%にあたる16件で、平均点は10点満点中6.1点となっている。
Metacriticによれば、5件の評論のうち、高評価はなく、賛否混在は4件、低評価は1件で、平均点は100点満点中48点となっている。

## 続編
続編『CODE 8/コード・エイト Part Ⅱ』の独占配信権をNetflixが獲得し、2024年に公開された。